# Eudendrium deciduum
Eudendrium deciduum is een hydroïdpoliep uit de familie Eudendriidae. De poliep komt uit het geslacht Eudendrium. Eudendrium deciduum werd in 1957 voor het eerst wetenschappelijk beschreven door Millard. 